# Niur (Sukaraja)
Niur is een bestuurslaag in het regentschap Seluma van de provincie Bengkulu, Indonesië. Niur telt 925 inwoners (volkstelling 2010).